# Kisruszka
Kisruszka (szlovákul: Malý Ruskov) Újruszka településrésze, korábban önálló község Szlovákiában, a Kassai kerület Tőketerebesi járásában.

## Fekvése
Tőketerebestől 5 km-re, északnyugatra fekszik. Újruszka központjától délnyugatra található.

## Története
Ruszkát 1217-ben „Ruzka” néven említi először írott forrás, a szomszédos Vécse község határleírásában.
Kisruszka külön 1308-ban szerepel, mint Konrád fiainak, Mátyásnak, Tamásnak és Budának birtoka. 1371-ben „Kysruzka” alakban említik. 1414-ben nemesi birtok. 1441-ben a faluban 8 porta volt. A 16. század végén és a 17. században a terebesi uradalomhoz tartozott, Drugeth György a tulajdonos. 1663-ban súlyos pestisjárvány pusztított, a kipusztult lakosság helyére ruszinokat telepítettek. Ettől kezdve a község lakói többségben görögkatolikus ruszinok, kisebb részben szlovák és magyar reformátusok, valamint római katolikusok. Kisruszka temploma megvolt már 1700 előtt, ekkor már a reformátusoké. A 18.-19. században a Csáky család birtoka. 1787-ben 18 háza és 135 lakosa volt.
A 18. század végén Vályi András így ír róla: „Kis Ruszka. Tót falu Zemplén Várm. földes Urai több Uraságok, lakosai külömbfélék, fekszik Gálszécshez északról 1, délről Uporhoz 3/4 órányira; határja 3 nyomásbéli, térséges, gabonát leginkább, árpát is terem; erdeje nints, se szőleje, piatza Kassán.”
1828-ban 39 házában 293 lakos élt, akik főként mezőgazdasággal foglalkoztak. Lakói 1831-ben részt vettek a kolerajárvány miatt kitört jobbágylázadásban.
Fényes Elek 1851-ben kiadott geográfiai szótárában így ír a faluról: „Ruszka (Kis), magyar-orosz f., Zemplén vgyében, Pelejthe fil., 18 r., 194 gör. kath., 64 ref., 16 zsidó lak., 572 hold szántóföld. F. u. Fekete, Szepesy, Bárczay, Csapó s m. Ut. posta U. p. Vecse.”
Borovszky Samu monográfiasorozatának Zemplén vármegyét tárgyaló része szerint: „Kisruszka, tót kisközség 39 házzal és 188, nagyobbára gör. kath. vallású lakossal. Postája Pelejte, távírója Upor és vasúti állomása Tőketerebes. A Pelejtei család ősi birtoka. 1414-ben Peléthei Miklós és János a földesura, de ugyanakkor az Azary családnak is van benne része. 1506-ban Móré Istvánt, 1852-ben Horváth (alias Kidystih) Istvánt, 1591-ben Károlyi Jánost iktatják részeibe. Az 1598-iki összeírás Ujlaky Gergelyt, Azary Istvánt s Pétert és Rákóczy Ferenczet említi birtokosaiul, de ugyanekkor iktatják Zobos Andrást is egy itteni részbe. A pataki, majd a terebesi vár tartozéka volt s újabbkori birtokosai a Payzsos, Kolosy, Fekete, Bernáth, Latsnyi, Keresztesy, Szepesy, Bárczy, Csapó, Pánthy, Máriássy, Bónis, Bálpataky, Nempthy, Cseréphy és Koós családok voltak. Most nincs nagyobb birtokosa. A község templom nélkül szükölködik.”
1910-ben Kisruszkának 164, többségben szlovák lakosa volt, jelentős magyar kisebbséggel. 1920-ig Zemplén vármegye Gálszécsi járásához tartozott.
Ezután hivatalos neve Ruskovce volt. 1964-ig önálló község, ekkor Nagyruszkával összevonták Újruszka néven.
|

## Nevezetességei
- Kisruszka római katolikus és görögkatolikus temploma.

## Külső hivatkozások
- Kisruszka Szlovákia térképén